# Kiefersfelden
Kiefersfelden là một municipality with about 7000 inhabitants trong huyện Rosenheim bang Bayern thuộc nước Đức.